# Apodemia phyciodoides
Apodemia phyciodoides är en fjärilsart som beskrevs av Barnes och Benjamin 1924. Apodemia phyciodoides ingår i släktet Apodemia och familjen Riodinidae. Inga underarter finns listade i Catalogue of Life.